# Baselduen
Baselduen var et frimærke som blev udgivet i kantonen Basel i Schweiz den 1. juli 1845. Baselduen var det fjerde frimærke, som udkom i Schweiz, såvel som i det kontinentale Europa som sådan. De tre første schweiziske frimærker var Zürich 4 og 6 rappen i 1843 og Dobbel Geneve i 1843. Baselduen blev udgivet med værdien 2 ½ rappen og var det eneste frimærke, som blev udgivet i byen Basel.
På denne tid fandtes der endnu ikke noget egentligt postvæsen for hele Schweiz. Dette kom først i 1849. Frimærket regnes derfor som et lokalt "kantonalmærke". Frimærket blev tegnet af Melchior Berri og viser en præget hvid due, som bærer et brev i næbbet, omgivet af teksten "STADT POST BASEL". Frimærket blev trykt i farverne sort, karmosinrød og blå og var verdens første trefarvede frimærke. Frimærket var gyldigt frem til 30. september 1854 og blev trykt i et oplag på 41.480.
| Filateli | Spire Denne artikel relateret til filateli er en spire som bør udbygges. Du er velkommen til at hjælpe Wikipedia ved at udvide den. |